# Bonomi B.S. 22 Alzavola
L'Alzavola era un motoveleggiatore da scuola, monoposto ad ala alta prodotto dall'azienda italiana Aeronautica Bonomi negli anni trenta.
Oltre al decollo a motore, l'aliante permetteva il lancio a verricello o ad elastico.

Derivato dal Bonomi Bigiarella, era dotato di un motore propulsivo sul dorso, sovrastante posteriormente l'ala.

## Tecnica

### Cellula
La fusoliera era a sezione rettangolare, coperta in legno compensato. Il posto di pilotaggio, superiormente aperto, era racchiuso in una carenatura della fusoliera.
Era dotato di un carrello fisso, che può essere smontato e sostituito con un pàttino d'atterraggio molleggiato su blocchi di gomma.

Il carrello può anche essere sostituito con un carrello a ruote sollevabili per consentire il decollo con carrello e l'atterraggio su pàttino.

### Superfici alari
Era caratterizzato da un'ala controventata da due montanti e posto di pilotaggio aperto.
Le ali della Bigiarella, le medesime del Biancone, erano realizzate in due sezioni: rettangolare nella parte centrale e rastremata nelle parti esterne, con le estremità raccordate.

Non essendo dotato di ali ripiegabili, era un modello piuttosto economico.